# Clinocera velutina
Clinocera velutina är en tvåvingeart som beskrevs av Engel 1931. Clinocera velutina ingår i släktet Clinocera och familjen dansflugor. Inga underarter finns listade i Catalogue of Life.